# Венинг-Мейнес, Феликс Андрис
Феликс Андрис Венинг-Мейнес (нидерл. Felix Andries Vening Meinesz; 30 июля 1887, Гаага — 10 августа 1966, Амерсфорт) — нидерландский геофизик и геодезист. Завоевал известность благодаря изобретению точного метода измерения гравитационного поля Земли. Этот метод позволил производить морские измерения гравитационного поля, что привело к открытию учёным гравитационных аномалий морского дна. Позднее эти аномалии стали одним из доказательств существования дрейфа материков.
Член Нидерландской королевской академии наук (1927), иностранный член Лондонского королевского общества (1936), корреспондент Парижской академии наук (1933). 

## Награды
- 1936 Медаль Говарда Поттса
- 1945 Медаль Пенроуза
- 1947 Медаль Александра Агассиза
- 1947 Медаль Уильяма Боуи[англ.]
- 1962 Премия Ветлесена
- 1963 Медаль Волластона

Именем Ф. А. Венинга-Мейнеса названы:
- Тип гравиметра, прибора для измерения гравитационного поля Земли.
- Математическая функция, используемая в высшей геодезии.
- Медаль Европейского геофизического союза.
- Исследовательская программа (research school) в Утрехтском университете.
- Кратер Венинг-Мейнес на Луне.